# 醜陋的美國人
《醜陋的美國人》（英語：Ugly Americans）是美國動畫喜劇，由德温·克拉克和大衛·斯特恩主创，2010年3月17日至2012年4月25日播出，共两季31集。故事的背景是一个由人类与魔鬼、僵尸、吸血鬼、狼人和机器人等各种生物混居的地球。故事描述了紐約“族群融合局”社会工作者馬克·利利和他周遭五花八門的生物的故事，有不少对美国现实的映射和讽刺内容。

## 主要角色
- 馬克·利利（Mark Lilly）配音：马特·奥伯格（英语：Matt Oberg）。紐約“族群融合局”的社工，为人过分善良，通情达理。

身份：人類
- 兰德尔·斯凯芬顿（Randall Skeffington）配音：库尔特·梅茨格（英语：Kurt Metzger）。马克的室友，为人放荡，贪财好色，身为僵尸，喜欢吃人脑，身上的腐肉也会经常脱落，在有一集中他的阴茎不堪重负，离家出走。总会在有机会的情况下吃掉马克的肢体。

身份：殭屍
- 卡莉·蛆骨（Callie Maggotbone）配音：娜塔莎·莱杰罗（英语：Natasha Leggero）。马克的上司，女性半人半魔鬼，马克的女朋友，不停地与马克分手又复合。父亲是地狱大魔鬼阿玛哲·蛆骨。

身份：半人半魔鬼
- 伦纳德·鲍尔斯（Leonard Powers）配音：兰迪·珀尔斯坦。纽约“族群融合局”的文职工作者，和马克共享一个办公室。

身份：巫師
- 特温·骸骨強暴者（Twayne Boneraper）配音：迈克尔-利昂·伍利（英语：Michael-Leon Wooley）。“族群融合局”的最高领导。

身份：魔鬼
- 弗朗西斯·格兰姆斯（Francis Grimes）配音：拉里·墨菲（英语：Larry Murphy）。纽约“族群融合局”的执法部门领导。

身份：人類